# Dziennik Telewizyjny (program informacyjny)
Dziennik Telewizyjny (DT, do połowy lat 70. DTV) – główny program informacyjny TVP1 w czasach PRL. W 1957 zastąpił Wiadomości Dnia, a w 1989 został zastąpiony przez Wiadomości TVP1. W latach 70. i 80. był głównym ośrodkiem propagandy władz PRL i PZPR, mogącym oddziaływać na całe społeczeństwo.

## Historia wydań
Pierwsze wydanie Dziennika Telewizyjnego zostało wyemitowane 2 października 1957, program zastąpił istniejące od 30 kwietnia 1956 Wiadomości Dnia. Pierwsze wydanie serwisu poprowadził Jerzy Tepli, chociaż według niektórych miał je prowadzić Eugeniusz Pach. Pierwsze Dzienniki Telewizyjne nadawane były tylko raz na dobę, o godz. 19.30. 1 czerwca 1963 przesunięto godzinę głównego wydania na 20.00, lecz 1 stycznia 1965 przywrócono poprzednią godzinę, 19.30. W latach 1965–1976 w soboty nie było wydania wieczornego Dziennika Telewizyjnego, lecz Monitor, który prowadzili – na zmianę – Karol Małcużyński i Edmund Męclewski. W miarę rozwijania się w Polsce telewizji, wydłużania się czasu emisji programu telewizyjnego, wreszcie po uruchomieniu Programu II Telewizji Polskiej pojawiały się kolejno dodatkowe wydania – późnowieczorne, popołudniowe, poranne i w południe. Pod koniec swojego istnienia Dziennik Telewizyjny nadawany był w następujących – w przybliżeniu – godzinach:
- 10.00 – wydanie poranne (poniedziałek-piątek, od 3.01.1984 Dziennik-Wiadomości),
- 10.10 – Dziennik Dodatek Gospodarczy (wcześniej Reforma Gospodarcza) (poniedziałek, środa, piątek w latach 1988–1989),
- 10.30 – wydanie poranne (sobota, od 1985 do 3.02.1990, Dziennik-Wiadomości),
- 10.35 – wydanie poranne (niedziela),
- 12.00 – wydanie w południe Dziennik Telewizyjny (codziennie, lecz nie w latach 80. – do 1982 nadawane w niedziele, po nim – Magazyn Świat, redagowany i prowadzony przez Grzegorza Woźniaka),
- 16.00 – wydanie popołudniowe Dziennik Telewizyjny (poniedziałek–piątek, lata 1977–1979),
- 16.30 – wydanie popołudniowe Dziennik Telewizyjny (poniedziałek–piątek) (w dni wolne od nauki szkolnej od 1.07.1983 do 30.12.1983),
- 17.00 – wydanie popołudniowe Dziennik Telewizyjny (poniedziałek–piątek) (w dni robocze, w roku 1983 jedynie w dni nauki szkolnej – do 23.12.1983),
- 17.20 – Dziennik-Wiadomości, wydanie to zastąpił 26.06.1986 Teleexpress[9], a w okresie 02.01.1984–29.06.1984 nadawane było o 16.30,
- 19.30 – główne wydanie Dziennik Telewizji Polskiej (codziennie, w okresie 1976–20.12.1979 i w dniu 31.12.1979 pod nazwą Wieczór z Dziennikiem[10], a następnie – od 21.12.1979 do 17.11.1989 Dziennik Telewizyjny),
- 22.00 – Dziennik Komentarze (codziennie w latach 1984–1988, orientacyjna godzina emisji, np. 26.01.1984 nadany już o 20:45),
- 22.50 – Dziennik Echa Dnia (od poniedziałku do piątku od lata 1988 do 2.02.1990, godzina emisji również orientacyjna – zdarzały wydania nadawane nawet ok. 0:20),
- 23.30 – Dziennik 24 godziny (od poniedziałku do piątku w latach 1982–1984).

W niedziele wyborcze lat 80. układ wydań Dziennika był następujący:
7.00, 7.55, 8.50, 10.30, 12.00, 15.15, 17.20, 22.05 – wydania specjalne
19.30 – główne wydanie.
Po Sierpniu 1980 Dziennik Telewizyjny był jednym z najzacieklej krytykowanych przez „Solidarność” i środowiska opozycyjne bastionów władzy i równie zaciekle przez władzę PRL broniony i sterowany. Był często narzędziem manipulacji i dezinformacji, przy czym nie wzdragano się przed stosowaniem metod powszechnie uznawanych w dziennikarstwie za nieuczciwe i godne potępienia.
Bezpośrednio po wprowadzeniu stanu wojennego w Polsce w 1981 prezenterzy występowali w mundurach wojskowych – według pomysłu Marka Tumanowicza. Wieczorne wydanie Dziennika w dniu ogłoszenia stanu wojennego zostało wydłużone do półtorej godziny.

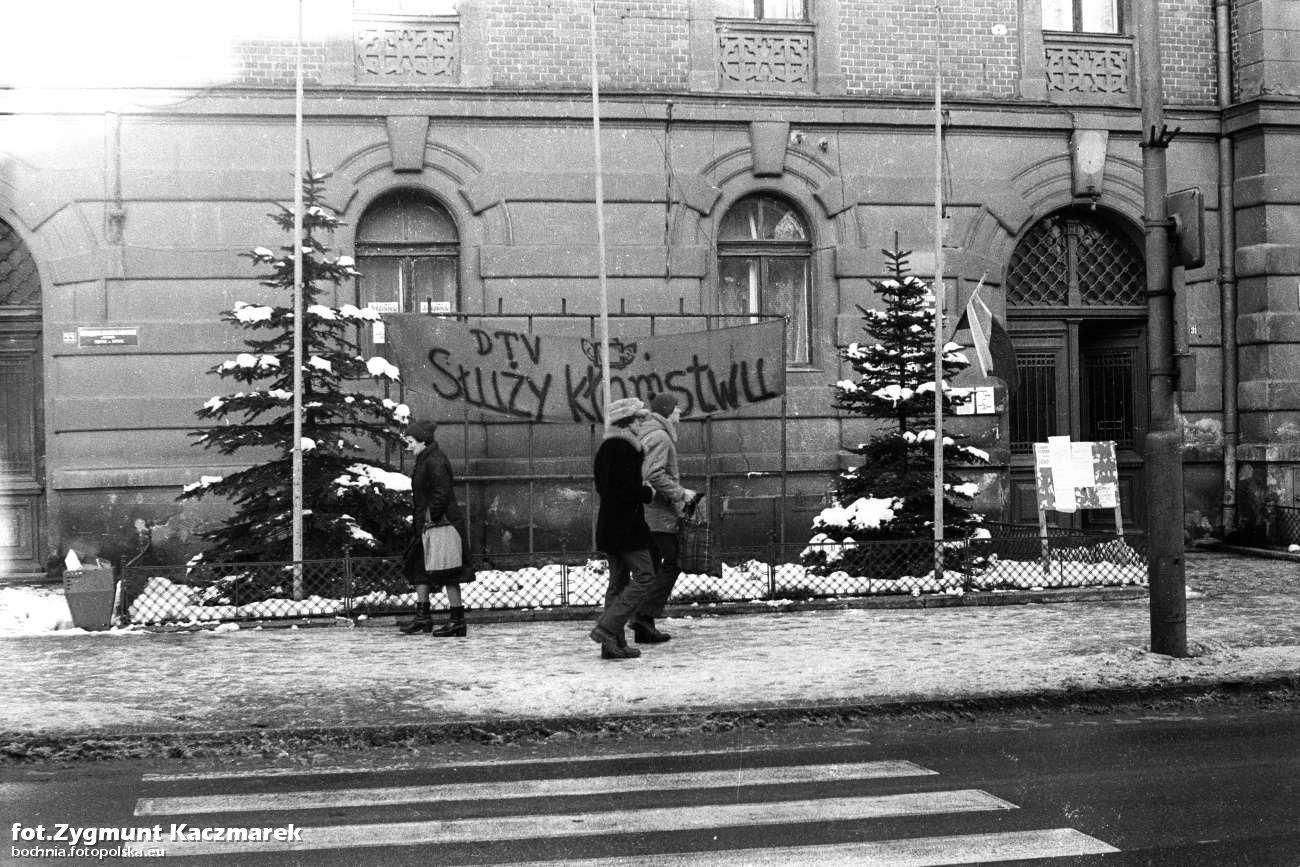
Transparent przed budynkiem Prezydium Powiatowej Rady Narodowej w Bochni, prawdopodobnie II połowa lat 80. XX w.

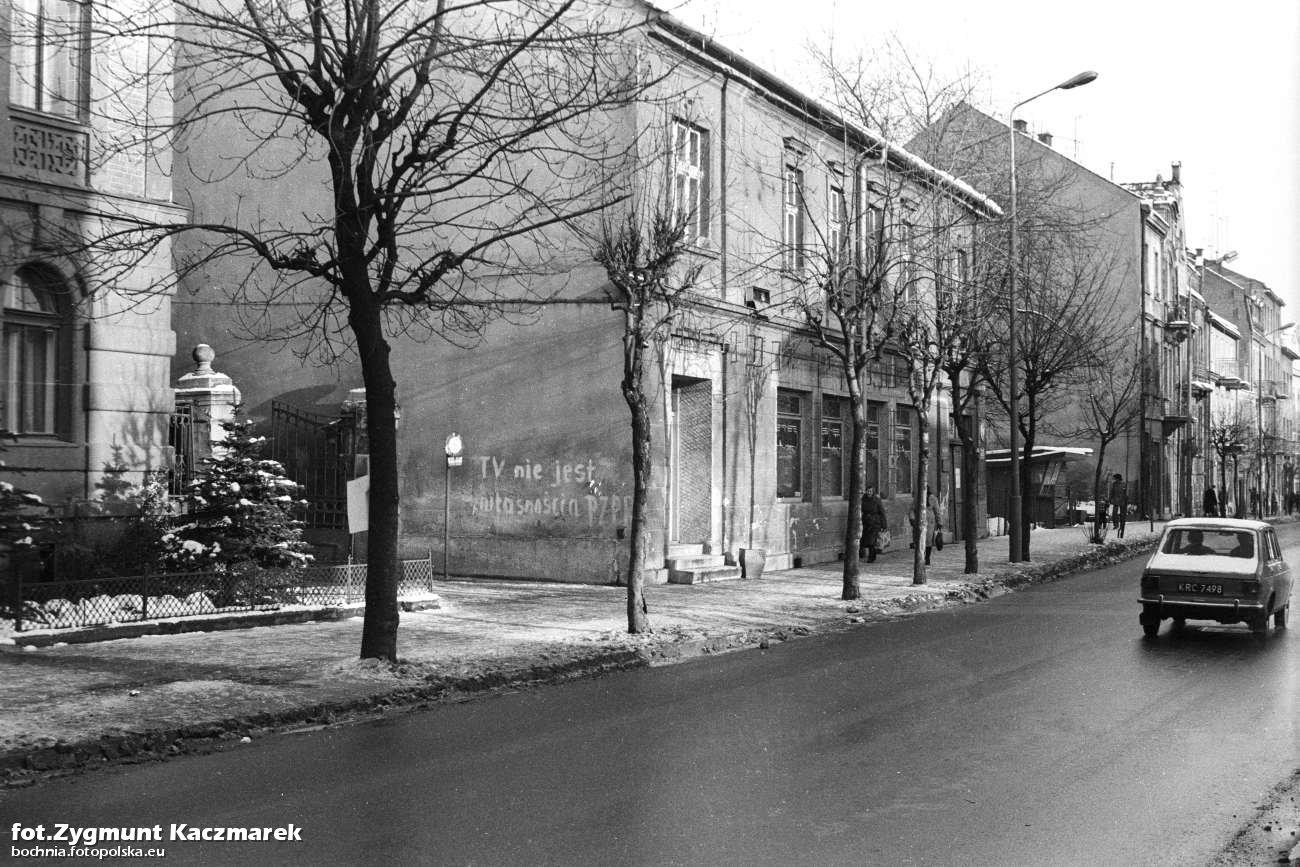
Napis na murze w Bochni, prawdopodobnie II połowa lat 80. XX w.

29 marca 1987 po raz ostatni Dziennik Telewizyjny był równolegle emitowany na obu antenach TVP. Następnego dnia na antenie Dwójki powstał program informacyjny Panorama dnia.
W 1988 pojawiły się dwa bloki programowe podczas głównego wydania Dziennika Telewizyjnego:
- w soboty – „Kronika kulturalna”, prowadzona przez Irenę Jagielską,
- w niedzielę – „Magazyn międzynarodowy”, prowadzony przez Grzegorza Woźniaka.

28 października 1989 na koniec wywiadu w głównym sobotnim wydaniu Dziennika Telewizyjnego, aktorka Joanna Szczepkowska wypowiedziała słowa: „Proszę Państwa, 4 czerwca 1989 skończył się w Polsce komunizm”, które uznaje się za symboliczne zakończenie „ery komunizmu” w Polsce. Trzy tygodnie później – 18 listopada – Dziennik Telewizyjny został zastąpiony przez Wiadomości. Ostatnie główne wydanie Dziennika Telewizyjnego poprowadził Janusz Świerczyński, a redagował je Marek Barański.
Na temat wypowiedzi Szczepkowskiej funkcjonuje kilka wersji wydarzeń:
- głoszona przez Joannę Szczepkowską: wypowiedź nagrano tuż przed Dziennikiem, a kasetę z nagraniem dostarczono na antenę w ostatniej chwili[b],
- głoszona przez związanego z PRL-owską ekipą DTV, publicystę byłej „Trybuny” Marka Barańskiego: nagrania wywiadu ze Szczepkowską dokonano mniej więcej sześć-siedem godzin przed programem a sama wypowiedź została zakwalifikowana do emisji przez Barańskiego w związku z nieformalnymi porozumieniami ówczesnej ekipy DTV z nowymi władzami kraju.

W latach 1982–1984 nadawano dziennik 24 godziny – jako podsumowanie dnia, a w czwartek 26 stycznia 1984 o godz. 20.45 ruszył Dziennik Komentarze – nadawany do 1988; w nim prowadzący dokonywali „analizy” wydarzeń dnia, było to również miejsce spotkań prowadzących ten dziennik z politykami i ekonomistami w celu przeprowadzenia pozornie swobodnego wywiadu. Pierwsze wydanie prowadził Adam Bronikowski. Dziennik Komentarze został zastąpiony programem Dziennik Echa Dnia pod koniec 1988.
15 i 16 marca 1988 główne wydania były prowadzone ze studia w Koszalinie przez Krzysztofa Bartnickiego.
W 1989 poranny Dziennik o godz. 10.00 zmienił formułę na Dziennik z okna – nadawany był z tego miejsca, skąd później (w połowie lat 90.) nadawano Prognozę pogody – z okna budynku redakcji. Stałym prowadzącym Dziennik z okna latem 1989 był Edward Kozak z OTV Katowice. Dziennik z okna zastąpił wydanie poranne nadawane od poniedziałku do soboty.
Ostatni Dziennik przed całkowitym zdjęciem z anteny na rzecz Wiadomości nadano na koniec ferii zimowych 1990 i najprawdopodobniej (na podstawie umieszczonych na stronie o historycznych ramówkach programów telewizyjnych programów dnia z okresu 18.11.1989-10.02.1990) było to wydanie poranne z 9 lutego 1990 (ramówka na ten dzień wskazuje nadanie o 9:15 „Wiadomości”, przy czym ramówka na dzień następny podaje nadanie o 10:30 „Wiadomości Porannych”, co wobec wskazania „Wiadomości Wieczornych” w ramówce na 9.02.1990 sugeruje, że o 9:15 po raz ostatni nadano DT-Wiadomości. W przeciwnym razie ostatnim wydanie Dziennika Telewizyjnego był DT-Echa Dnia nadany tydzień wcześniej, czyli w piątek, 2 lutego 1990 na zakończenie programu).
W latach 2010–2021 na kanale TVP Historia emitowane były archiwalne główne wydania Dziennika Telewizyjnego z lat 1984–1989.

## PrezenterzyDziennika Telewizyjnego
- Eugeniusz Pach (lata 60.)
- Stanisław Cześnin (lata 60.)
- Jerzy Tepli (lata 60.)
- Irena Dziedzic (1965–1968)
- Jan Suzin (początek lat 70.)
- Andrzej Nowaliński (lata 70.)
- Wojciech Zyms (lata 70.)
- Jerzy Boćkowski (lata 70. i 80.)
- Andrzej Kozera (lata 70. i początek lat 80.)
- Adam Bronikowski (1967–1989)
- Irena Falska (lata 70. i początek lat 80.)
- Andrzej Bilik (lata 70. i 80., ostatni dyrektor Dyrekcji Programów Informacyjnych Telewizji Polskiej i zarazem ostatni szef redakcji Dziennika Telewizyjnego)
- Jerzy Rosołowski (lata 70. i początek lat 80.)
- Roman Beeger (lata 70. i 80.)
- Andrzej Racławicki (lata 70. i 80.)
- Witold Stefanowicz (lata 70. i 80.)
- Gwidon Syczewski (lata 70. i 80.)
- Marek Tumanowicz (lata 70. i 80.)
- Marcin Willman (lata 70. i 80.)
- Grzegorz Woźniak (lata 70. i 80.)
- Magdalena Rolska (początek lat 80.)
- Marek Barański (stan wojenny, prowadził przed stanem wojennym wiadomości sportowe)
- Barbara Grad (od 1988 Barbara Grad-Woźniak, lata 80. – w DPI od 1974, od 1985 prowadziła niektóre wydania, zwłaszcza popołudniowe, wcześniej jako felietonista i redaktor wydań)
- Jolanta Klepacka (1983–1985, prowadziła główne wydanie razem z Krzysztofem Bartnickim)
- Grażyna Kowalska (od 1984, prowadziła główne wydanie razem z Aleksandrem Gerynem, a od 1985 z Januszem Świerczyńskim)
- Grażyna Szcześniak (w latach 1984–1985 prowadziła główne wydanie razem z Januszem Świerczyńskim)
- Sławomira Śliwińska (w 1985 prowadziła główne wydanie razem z Mieczysławem Marciniakiem)
- Irena Jagielska (1985–1989)
- Krzysztof Bartnicki (1983–1989)
- Aleksander Geryn (1983–1989, od drugiej połowy lat 80. prowadził boczne wydania)
- Janusz Jóźwiak (od 1 lipca 1985, wcześniej w redakcji sportowej Telewizji Polskiej)
- Mieczysław Marciniak (1985, prowadził Dziennik Komentarze)
- Janusz Świerczyński (1984–1989)
- Marek Szelewicki (II połowa lat 80.)
- Waldemar Milewicz (1984–1989, serwis zagraniczny)
- Aleksandra Jakubowska (1987–1989, serwis parlamentarny)
- Henryk Suchar (1984–1987)
- Sławomir Malinowski (1989)

## Zagraniczni korespondenciDziennika Telewizyjnego
- Berlin i Berlin Zachodni:
  - Henryk Kollat (1980–1984)
  - Zbigniew Kustosik (1984–1988)
  - Zdzisław Urbanek (1988–1989)

- Bejrut:
  - Bolesław Nencki

- Belgrad:
  - Bolesław Nencki

- Bonn:
  - Zygmunt Sawicki (1969–1973)
  - Jerzy Tepli (1984–1989)

- Bruksela:
  - Andrzej Bilik (1973–1979)
  - Maria Wągrowska (Rzeczpospolita) (1988–1989)

- Budapeszt:
  - Tadeusz Samitowski (1984–1988)
  - Zdzisław Uberman (1988–1989)

- Londyn:
  - Wojciech Zyms (1981–1984)
  - Jerzy Boćkowski (1984–1985)
  - Bogusław Wołoszański (1985–1988)
  - Zbigniew Napierała (1988–1989)

- Moskwa:
  - Tadeusz Haluch (1972–1979)
  - Lesław Nowak (1984–1989)
  - Jerzy Wajszczuk (1984–1989)
  - Witold Stefanowicz (1984–1988)
  - Witold Laskowski (1988–1989)
  - Erazm Fethke (1984–1987)
  - Zdzisław Stankiewicz (1984)
  - Jadwiga Wolska (1984)
  - Jacek Głuski (1989)

- Nowy Jork:
  - Bartosz Janiszewski (1960–1969)
  - Maksymilian Berezowski (1984–1985)
  - Grzegorz Woźniak (1985–1987)
  - Zbigniew Bożyczko (1987–1989)

- Paryż:
  - Mirosław Azembski (1967–1971)
  - Bartosz Janiszewski (1977–1981)
  - Andrzej Bilik (1981–1986)
  - Michał Walczak (1986–1989)

- Pekin:
  - Jerzy Bayer (PAP) (1989)

- Praga:
  - Czesław Berenda (1980–1984)
  - Aleksander Lubański (1984–1988)
  - Stanisław Kaczmarski (1988–1989)

- Rzym:
  - Paweł Wasilewski (1984)
  - Sławomir Szof (1984–1988)
  - Jerzy Amroziewicz (1988–1989)

- Sofia:
  - Karol Bielecki (1984–1985)
  - Marek Sieczkowski (1985–1989)

- Sztokholm:
  - Zygmunt Broniarek (1980–1984)
  - Aleksandra Kedaj (1984–1986)
  - Tomasz Walat (PAP) (1988–1989)

- Nairobi:
  - Bohdan Sienkiewicz (1977–1981)

## Czołówki
W latach 1957–1973 motywem przewodnim czołówki był utwór skomponowany przez Władysława Szpilmana, natomiast w latach 1973-1989 utwór ten został zastąpiony przez dzieło Wojciecha Kilara.
Osobną czołówkę, będącą znacznie nowocześniejszą wersją ostatniej czołówki z użyciem animacji 3D i ze zmienioną oprawą muzyczną miało w 1989 wieczorne wydanie o tytule „Echa dnia”. Nie została ona zastosowana w pozostałych wydaniach z uwagi na zakończenie emisji „Dziennika” i wprowadzenie „Wiadomości TVP1".